# Lokomotiv Gorna Orjachovitsa
Lokomotiv Gorna Orjachovitsa (Bulgaars: Локомотив Горна Оряховица) is een Bulgaarse voetbalclub uit Gorna Orjachovitsa.
De club werd in 1932 opgericht als ZHSK (Zheleznicharski Sport Club) en sinds 1945 draagt de club haar huidige naam. In 1949 werd het voetbal in Bulgarije geherstructureerd. Er werden zes clubs opgericht in de stad, Lokomotiv, Torpedo, Tsjerveno zname, Dinamo, Spartak en Stroitel. Enkelen onder hen speelden in de tweede klasse. In 1957 werden vijf clubs verenigd onder de naam Nikola Petrov. De club speelde verder in de tweede klasse en fuseerde tijdens het seizoen 1958/59 met Lokomotiv dat voortaan de enige grote club van de stad werd. 
In het seizoen 1963 promoveerde de club naar de hoogste klasse en degradeerde na één seizoen. Na twintig jaar tweede klasse degradeerde de club in 1984 naar de derde klasse, echter kon de club meteen terugkeren en stootte na twee seizoenen opnieuw door naar de hoogste klasse, waar ze tot 1995 speelden. In 1991 won de club haar poule in de Intertoto Cup. Na de degradatie uit de hoogste klasse in 1995 volgde twee jaar later een nieuwe degradattie. De club keerde éénmalig terug naar de tweede klasse in 2004/05 en daarna weer in 2014. Twee jaar later promoveerde de club weer naar de hoogste klasse, maar kon daar het behoud niet verzekeren. In 2021 zakte de club verder naar de derde klasse en keerde in 2024 terug. 
Het Lokomotivstadion biedt plaats aan 12.000 toeschouwers.
Pirin Blagoëvgrad · 
Dobroedzja Dobritsj · 
Marek Doepnitsa ·
Fratrija ·
Lokomotiv Gorna Orjachovitsa ·
Jantra · 
Litex Lovetsj · 
Loedogorets II ·  
Montana · 
Nesebar ·
Minjor Pernik ·
Belasitsa Petritsj ·   
Spartak Pleven ·   
Botev Plovdiv II ·
Doenav Roese ·
Stroemska Slava Radomir · 
CSKA 1948 Sofia II · 
CSKA Sofia II ·
Sportist Svoge · 
Etar Veliko Tarnovo